# 质量效应3
《质量效应3》是一款由BioWare开发，艺电发行的动作角色扮演游戏，于2012年3月6日在Microsoft Windows、Xbox 360和PlayStation 3平台发行。名为《质量效应3：特别版》（Mass Effect 3: Special Edition）的Wii U版本于2012年11月18日发行。《质量效应3》是质量效应三部曲的最后一部，《质量效应》以及《质量效应2》的续作。游戏设定于2186年的银河系，银河系文明遭到由合成有机星舰组成的高度先进的机械种族“收割者”的侵略。主人公薛帕德指挥官是一名精锐的人类士兵，他/她的任务是建立种族联盟，为战争作准备。
与《质量效应2》相似，玩家可以将通关的游戏存档导入《质量效应3》，通过之前的决策影响情节。总体上，《质量效应3》围绕军事实力进行，玩家通过完成任务和收集资源来增加军事实力。由于BioWare设计的游戏同时适用于新老玩家，因此系列的许多传统游戏元素仍然存在，如基于掩体系统的第三人称射击，但游戏也引入了新元素，例如多人部分。游戏的配音由风格不同的作曲家撰写，他们希望在《质量效应2》的管弦乐声和《质量效应》的合成器声音之间取得平衡。
《质量效应3》获得了游戏媒体的一致好评。游戏在美术设计、角色、情感故事、改进的战斗系统、配乐和配音方面受到称赞。然而，游戏结局却难以被粉丝接受，他们认为这不符合预期。为了回应这一争议，BioWare发布了可下载内容《扩展剪辑》（Extended Cut），扩展了原来的结局。游戏荣获多个年终奖项，包括斯派克电子游戏大奖的最佳RPG和Game Informer的年度游戏奖。2017年3月，续作《质量效应：仙女座》发行。三部曲的复刻版《质量效应 传奇版》于2021年推出。

## 游戏玩法
《质量效应3》是一款動作角色扮演遊戲，玩家以第三人称视角控制薛帕德指挥官。薛帕德的性别、外观、军事背景、战斗训练和名字由玩家在游戏开始前确定。如果玩家有《质量效应2》已通关的游戏存档，那么其角色可以导入到游戏中。导入旧角色后，玩家在前作中做出的若干决定将影响《质量效应3》的故事。与前作类似，游戏有六种角色职业供玩家选择，每种职业都有独特的技能。例如，异能者（Adept）精通念力，而战士（Soldier）则擅长使用武器。玩家通过完成任务获取经验值。一旦获得足够的经验，薛帕德就会升级，从而可在技能树解锁或升级技能。
《质量效应3》有三种预先设定的游戏模式：动作、故事和角色扮演。在动作模式中，对话由系统自动选择且战斗难度适中；故事模式中，对话由玩家选择且战斗难度最低；角色扮演模式下，对话由玩家选择且战斗难度适中。游戏包含多种角色扮演元素，例如用不同类型的弹药、枪管和瞄具增强枪支，提升它们在战斗中的效果。如果玩家有Kinect，则可以使用语音进行自定义选择，代替控制器选择。游戏通关后，二周目选项将会解锁，玩家可带着某些奖励重玩游戏，比如进一步升级武器的能力。
《质量效应3》中的主要交通工具是一艘名为“诺曼底SR2号”（Normandy SR2）的星舰。在星舰内部，玩家可以使用星系图来选择目标地点、扫描行星资源或启动任务。为了帮助玩家管理任务，游戏会自动在日志中记录可进行的任务。但与前作不同，日志不区分主线任务和支线任务。纵观《质量效应3》，玩家须增加“有效军事力量”来为最后的战役做准备。有效军事力量等于“总军事力量”乘以“战备等级”。总军事力量可通过获取“战争资产”增加，其中包括三部《质量效应》游戏的成就，而战备等级可通过游玩多人模式增加。

### 战斗系统

战斗中，玩家可以利用战场上的物体作掩护。用户界面包含弹药，生命条和技能。

《质量效应3》中的战斗是实时战斗，但也允许暂停以便玩家精确瞄准、更换武器或使用菜单中的技能。在战斗中，玩家以过肩视角直接控制薛帕德指挥官，通过攀爬梯子、战斗滚动或短跑来移动。通常有两名由人工智能控制的小队成员跟随薛帕德战斗。然而，玩家仍然可以命令他们就位或选择他们的技能。Kinect用户可以口头發出这些命令。如果小队成员死亡，玩家可用群体复活（Unity）技能复活。如果玩家距离他们很近，则可根据屏幕提示复活。
玩家通常会遭遇协调战斗并有不同角色互相支持的敌军部队。例如，典型的对抗涉及击败从远处射击的压制型敌人，同时还需对付不断进攻的更具侵略性的敌人。为了避免受到伤害，玩家可以利用战场上的物体作掩护，但是更大的困难是玩家也必须保持移动。薛帕德或小队成员受到攻击时会损耗他们的护盾，护盾损耗完毕后，最后一层生命值会开始消耗，直至个体死亡、生命值恢复或护盾再生结束。
敌对势力可受到枪炮、近战攻击或战斗无人机等专业技能的伤害。如果需要的话，近战系统可以是游戏玩法的重要层面。例如，玩家可以执行强力近战攻击，具体取决于角色职业。所有敌人都有某种形式的保护措施，但易受特定攻击的影响，例如盔甲对于焚烧技能和低射速武器的抵抗较弱。有时，玩家可以使用其他的进攻方法。例如，如果玩家遇到阿特拉斯机甲（Atlas Mech）并且在不破坏机甲的情况下击败驾驶员，薛帕德可以爬进去并控制其重型武器。

### 对话与道德系统
玩家通过使用径向控制菜单与游戏中的非玩家角色互动，对话选项位于对话轮的各个方向，但游戏的动作模式没有对话选项。大多数对话通过选择楷模（外交）或叛逆（恐吓）选项进一步加深，这两个选项分别位于对话轮的右上方和右下方。通过与诺曼底号上的队友交谈，薛帕德指挥官可以与他们建立友谊，在某些情况下可与他们建立恋爱关系。男性或女性薛帕德都可发展同性关系。如果薛帕德从《质量效应2》中导入，且在游戏一二代分别有一个爱人，那么这两个角色都会在《质量效应3》中争取薛帕德的注意。在某些对话过程中，游戏会为玩家提示上下文敏感中断选项，该选项是对话轮的临时替代选项。
在一些情况下，玩家必须做出影响游戏叙事的决定。例如，一个任务要求玩家支持两个种族中的一个，这可能导致另一个种族被消灭。在故事发展过程中，对话和叙事决定会产生“声望点”，积累后解锁进一步的决定和对话选项。游戏的结局受到所获成就和游戏整个系列决定的影响。

### 多人游戏
《质量效应3》包含一个名为“银河战争”（Galaxy at War）的多人游戏模式。在此模式下，最多四名玩家联合完成部落风格的合作匹配，其中参与者必须在不断升级的敌人浪潮中生存下来并完成一系列目标。完成回合后玩家会获得游戏货币，可用于购买随机生成的可解锁包，例如新角色类型和武器。游戏货币也可以通过微交易获得。在该模式运行的第一年，玩家可以通过特殊目标和增加奖励参与BioWare赞助的挑战。
与单人模式玩家只能以人类身份游玩相比，多人模式有更多种族可供选择。每个种族都有独特的技能，例如克洛根人的“克洛根冲锋”（Krogan Charge）。战斗基于单人游戏但有一些差异，如不能暂停菜单切换武器，改用按住按钮代替。游玩频率和完成多人任务的数量会影响单人战役的结果。

## 剧情

### 设定
《质量效应》三部曲设定于22世纪的银河系，质量中继器（Mass Relay）的发现使星际旅行成为可能，这一公共交通设施据信由一个已灭绝的外星种族普洛仙（Prothean）建造。联合政府机构神堡议会（Citadel Council）控制了银河系的大部分地区，负责维护银河系各种族的法律与秩序。属于神堡议会的种族有人类、阿莎丽（Asari）、赛拉睿（Salarian）和突锐（Turian）。其他外星种族包括爬虫人克洛根（Krogan)，身着防护服的奎利（Quarian）以及与其敌对的网络人工智能桀斯（Geth）等。
《质量效应3》故事开始于2186年，《质量效应2》故事的6个月后。银河系社区生活在对收割者（Reaper）入侵的恐惧之中，收割者是合成有机星舰组成的高度先进的机械种族，据信每过五万年消灭一切有机文明。与此同时，克洛根种族因基因噬体（Genophage）面临灭绝，它是一种遗传性突变，由赛拉睿人开发，突锐人部署。奎利人准备从桀斯手中重新夺回家园。
人类至上主义组织塞伯鲁斯（Cerberus）在与薛帕德指挥官临时结盟击败收集者后重组，开始教化那些被绑架到人类殖民地的普洛仙人。薛帕德摧毁了巴塔瑞（Batarian）地区的一个质量中继器，拖延了收割者的入侵，但导致整个星系被毁，已被解职并驻扎在地球上。

### 角色

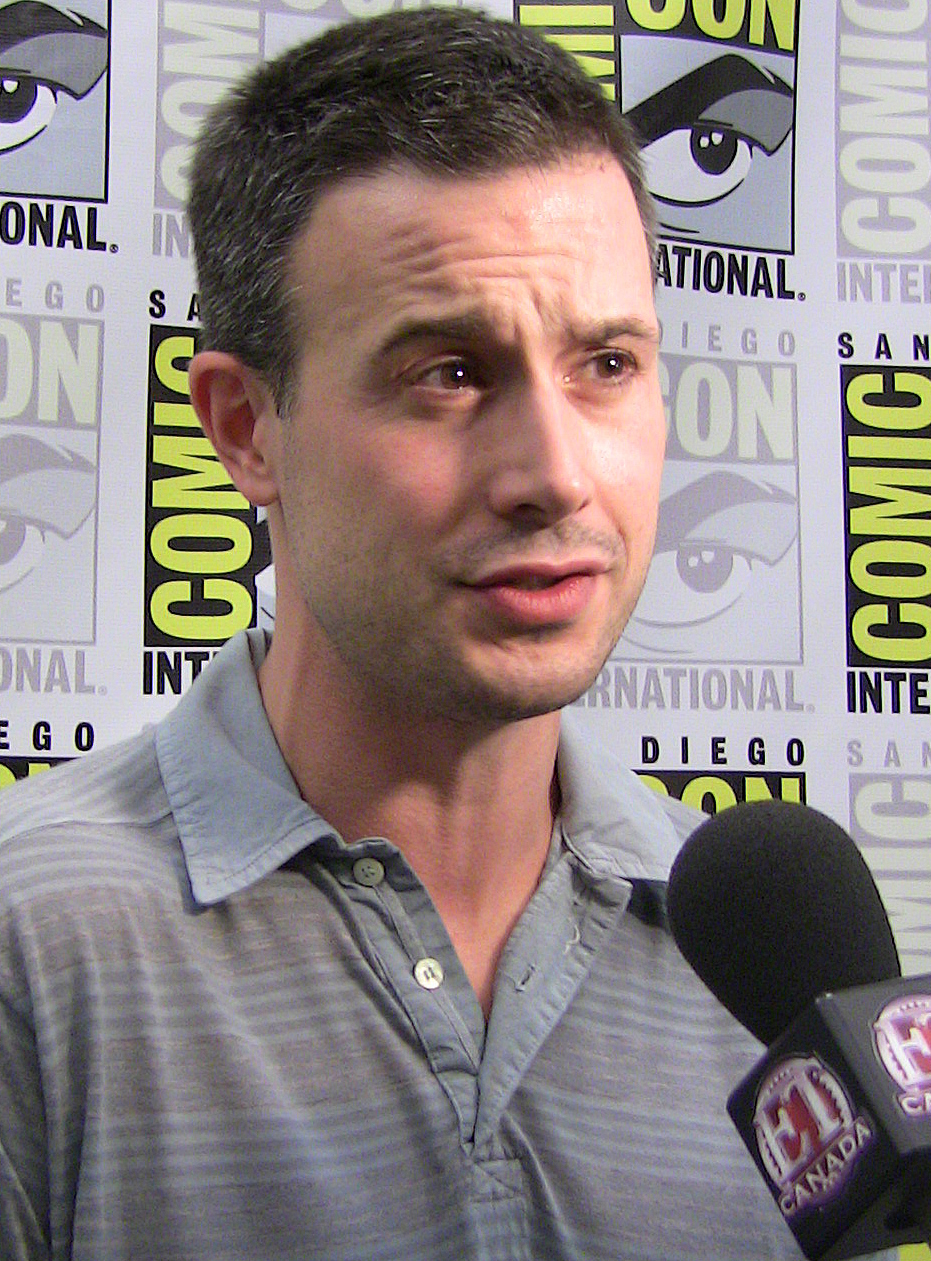
小弗雷迪·普林斯为《质量效应3》中的詹姆斯·维加配音。

《质量效应3》的主角为薛帕德指挥官，一名精锐的人类士兵，诺曼底SR2号（Normandy SR2）星舰指挥官。虽然确切的名单可能会有所不同，但薛帕德的小队成员通常包括星系联盟（Systems Alliance）军官阿什丽·威廉姆斯（Ashley Williams）或凯登·阿兰科（Kaidan Alenko），星系联盟陆战队詹姆斯·维加（James Vega），阿莎丽信息经纪人莉亚娜·T'苏尼（Liara T'Soni），突锐军事顾问盖拉斯·瓦卡里安（Garrus Vakarian），人工智能EDI，奎利工程师塔莉'佐拉（Tali'Zorah）和在五萬年前的冷凍睡眠中蘇醒過來的幸存普羅仙人戰士賈維克（Javik）（DLC人物）。其他角色包括诺曼底号（Normandy）飞行员杰夫·“Joker”·莫罗（Jeff "Joker" Moreau），星系联盟上将大卫·安德森（David Anderson），星系联盟上将史蒂文·哈克特（Steven Hackett），塞伯鲁斯领袖幻影人（Illusive Man）和塞伯鲁斯刺客冷凯（Kai Leng）。一些前队员也可回归，如人类塞伯鲁斯军官米兰达·罗森（Miranda Lawson），赛拉睿科学家莫丁·索罗斯（Mordin Solus），克洛根领袖厄诺德·莱克斯（Urdnot Wrex），人类通緝犯杰克（Jack），基因改造的克洛根士兵古朗特（Grunt），德雷尔（Drell）刺客塞恩·克里尔斯（Thane Krios），阿莎丽惩恶使萨马拉（Samara）和桀斯移动平台军团（Legion）。

### 故事
收割者入侵地球并迅速取得压倒性优势。安德森将薛帕德复职，自己则留下来团结抵抗军。哈克特命令薛帕德前往火星。在那里，薛帕德得知了一种能摧毁收割者的普洛仙超级武器。幻影人面对薛帕德，表露了塞伯鲁斯控制收割者的愿望。星联开始建造被称为“擎天炉”（Crucible）的超级武器，而薛帕德受命寻求其他种族的支持。
薛帕德首先前往突锐母星帕勒文（Palaven）的卫星营救突锐大统领（Primarch）阿德里安·维克托斯（Adrien Victus）。维克托斯承诺如果克洛根帮助保卫帕勒文，那么突锐将提供支持。除非基因噬体得到治愈，否则克洛根首领——厄诺德·莱克斯或乌里夫（Wreav）——会拒绝。薛帕德和克洛根首领前往赛拉睿人的家乡苏凯什（Sur'Kesh），在那里他们与赛拉睿盟友莫丁·索罗斯或帕多克·维克斯（Padok Wiks）以及一个名叫夏娃（Eve）的雌性克洛根人会合。赛拉睿人制出解药后，他们制定了一个计划：使用位于克洛根母星图岑卡（Turogka）上的遮蔽塔（Shroud）来散播它。
在登陆图岑卡之前，赛拉睿主母（Dalatrass）告诉薛帕德，遮蔽塔已被破坏以防止此计划实现。如果薛帕德不修复此故障，那么她会提供赛拉睿一族的支持。若薛帕德指出故障的存在或允许计划进行，赛拉睿盟友将牺牲自己以部署解药。否则，薛帕德必须杀死赛拉睿盟友或说服他不要部署反制措施来阻止他，这会骗取克洛根一族的支持，同时也获得赛拉睿一族的援助。如果莱克斯是克洛根首领，他最终会发现被骗并撤消克洛根的支持，逼迫薛帕德杀死他。
在执行任务过程中，薛帕德得知人类议员唐纳尔·乌迪纳（Donnel Udina）可能有问题。薛帕德前往神堡，证实乌迪纳已与塞伯鲁斯合作并正与冷凯发动政变。乌迪纳最终被杀，入侵得以制止。
如果薛帕德帮助奎利人从桀斯手中夺回家乡莱诺奇（Rannoch），他们将为星联提供支持。在塔莉'佐拉或上将辛（Xen）的陪同下，薛帕德登上桀斯无畏舰，拯救了一个被俘的桀斯——军团或桀斯VI，它关闭了收割者针对桀斯的控制信号。小队在莱诺奇星上找到并摧毁了一个收割者基地，使得奎利人有机会攻击脆弱的桀斯。然而，军团或桀斯VI表示桀斯可以升级获得真正的智能，让他们可以击败奎利人。薛帕德要么协商停火以获得双方的支持，要么被迫支持一方，导致另一方被歼灭。
薛帕德被阿莎丽议员召唤到神堡。议员告诉薛帕德在她们的母星瑟西亚（Thessia）上有一个隐藏的普洛仙神器，可能有助于薛帕德找到“催化剂”（Catalyst）——完成擎天炉所需的重要部件。薛帕德在那里发现了一个名为“温德特”（Vendetta）的普洛仙虚拟智能（VI），但冷凯到达并抢走了它，与此同时瑟西亚星被收割者攻占。薛帕德急需回收温德特，跟随冷凯前往地平线（Horizon）人类殖民地，塞伯鲁斯一直在那里研究控制收割者的技术。薛帕德获得了一个指向塞伯鲁斯总部的追踪设备，与星联共同发起对基地的全面攻击。薛帕德到达中央基地，杀死了冷凯，并从温德特那里得知催化剂是神堡。在成功教化幻影人后，收割者已经占领神堡。
在安德森、哈克特和薛帕德的指挥下，星联及其盟友发起了对收割者的全面攻击，通过擎天炉展开最后一搏，夺回地球和神堡。在伦敦进行了长时间的艰苦战斗后，尽管被最强大的收割者先驱者（Harbinger）严重击伤，但薛帕德仍然抵达了收割者的传输光束并进入神堡。薛帕德在一个控制面板处与安德森碰面，但安德森遭到幻影人劫持并被其射杀。幻影人或被薛帕德杀死，或确信自己被教化而自杀。无论如何，安德森都会在此过程中丧生。薛帕德试图启动擎天炉，但仅被运载到神堡的顶端，那里出现了一个孩子模样的人工智能。它宣称自己是催化剂以及收割者的创造者。承认败给薛帕德后，它提出了四种激活擎天炉的选择：
- 消灭收割者和其他所有合成生命。
- 将薛帕德的影响力复制到新的人工智能中来控制收割者。
- 使用合成元素合成所有的有机生命，反之亦然，以实现彼此的完美理解。
- 薛帕德拒絕做出任何選擇，令擎天爐無法啓動，導致循環得以繼續。

在片尾场景中, 一个“仰望星空者”（Stargazer）给一个小男孩讲述薛帕德的故事，意味着薛帕德的传奇已经传到了遥远的未来。而在“拒絕”的結局中，人類等銀河系的高等文明已經全被收割者收割殆盡，但在某個星球的地下，埋藏著由莉亞娜所製造的信標和資料庫，留下薛帕德的歷險故事、收割者的存在與威脅和擎天爐的設計圖，以等待將來的高等文明將它發掘出來令他們避免重蹈覆轍。結果在遙遠的未來的某個文明靠着莉亞娜的資料庫成功解決了收割者，打破了五萬年一次的循環，而薛帕德的傳説也得以流傳後世。

## 开发

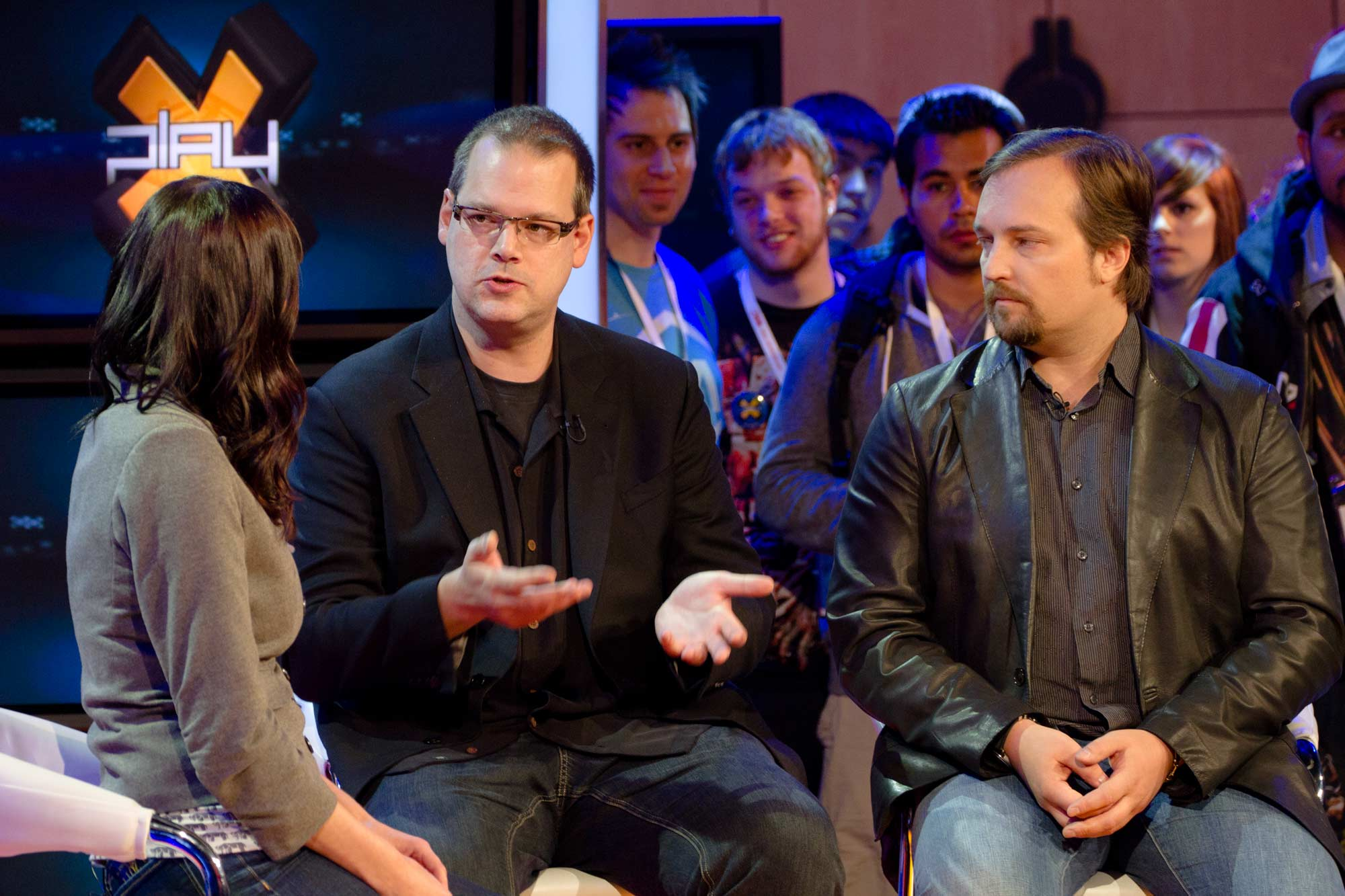
BioWare联合创始人雷·穆吉卡和葛雷格·杰斯曲克想让新老玩家都可无障碍游玩《质量效应3》

《质量效应3》由BioWare开发并由艺电（EA）发行。与系列的前几作相似，游戏由凯西·哈德森（Casey Hudson）监制，他最初与BioWare创始人葛雷格·杰斯曲克和雷·穆吉卡一起开创了该系列。首席编剧为马克·沃尔特斯（Mac Walters），他与德鲁·卡宾森一起担任《质量效应2》的共同编剧。卡宾森在《质量效应2》发行后离职，开始为星球大战：旧共和国工作。

### 游戏设计
早在《质量效应2》发行前，《质量效应3》的早期开发阶段就已经开始了。因为《质量效应3》是为即将寿终正寝的游戏主机设计，所以BioWare更注重优化游戏玩法和故事，而不是推动技术发展。在整个设计过程中，公司使用批评反馈指导他们的创意决策，这也是他们用在《质量效应2》的方法。例如，许多粉丝抱怨《质量效应2》中的角色扮演系统过于简单，因此BioWare增加了更多角色定制选项。另一个主要策略是让《质量效应3》对新玩家更加友好，BioWare认为这一点他们在《质量效应2》中做得不好。
哈德森对于单人战役的主要目标之一是改善战斗系统，希望让《质量效应3》成为市面上最好的射击游戏之一。BioWare试图通过改进敌人的动画和差异来实现这一目标，包括创造需要玩家根据角色职业使用不同战术的特殊敌人。公司还通过引入意外事件和重新传入来降低战场的可预测性，例如地板陷落，玩家掉入完全不同的环境中，这样敌人遭遇战就不会总是像游戏简报里说的那样。

### 制作
哈德森和沃尔特斯合作编写了一份简短的故事文档，概述了所有主要情节点，自此开始创作剧本。然后，这些高级人员的想法被分配给团队的其他成员，每个人负责特定的角色和故事情节。工作人员还负责审查彼此的工作。因为先前的游戏允许玩家从不同的结果中进行选择，所以编剧必须考虑大量可能的变量。但预料到这一挑战后，他们抢先锁定某些故事情节，确保《质量效应3》的所有流程至少具有一些共性。整体叙事和结局在最终确定前曾多次重写。一个最初的想法是收割者试图阻止有机种族利用暗能量。
《质量效应3》需要4万多句对话。相比之下，初代《质量效应》大约有2万句，《质量效应2》则有2.5万句。由于游戏配音阵容庞大，逻辑上BioWare不可能同时让每个演员担任同一个位置。担任画外音监制的卡罗琳·利文斯通（Caroline Livingstone）协调来自埃德蒙顿的录制会话，而演员们则远程工作。BioWare注意到，这种方法结合了大量的对话，使得其难以持续捕获每句对话正确的语调和响度。为了减少这些错误，他们开发了自己的技术，例如“强度响度矩阵”（Intensity Volume Matrix），它列出了每一句话以及与之相关的适当音调。
最初《质量效应3》计划在两年内完成。然而到2011年3月，游戏明显需要更多时间开发，因此BioWare将游戏的发行日期从2011年第四季度推迟到2012年第一季度。为了满足最后期限，公司还裁剪了一些故事，例如从游戏本体移除新的普洛仙队友。11月，《质量效应3》的私人beta测试泄露到Xbox Live，玩家可玩到未发行的故事情节，BioWare被迫临时修改故事的某些方面。《质量效应3》已于2012年2月正式批准分发。

### 音乐
《质量效应3》的音乐由萨沙·迪克西安（Sasha Dikicyan）、山姆·哈利克、克里斯托弗·楞内茨、克林特·曼塞爾和克里斯·贝拉斯科创作。迪克西安和贝拉斯科之前为《质量效应2》的一些可下载内容包创作音乐。但《质量效应》和《质量效应2》的首席作曲家杰克·沃尔并没有参与《质量效应3》的制作。
每个作曲家都被分配了一个特定的游戏区域，总共有90分钟的配乐。根据哈利克的说法，团队旨在于《质量效应2》的管弦乐音与《质量效应》的合成音之间取得平衡。金球奖提名作曲家曼塞尔（Mansell）把他担任的角色比作唱片骑师，负责在合适的时间选择合适的音乐。Kotaku将配乐评为2012年最佳电子游戏音乐之一。

## 营销与发行
《质量效应3》于2010年12月11日在斯派克电子游戏大奖中正式公布，第二年夏天，游戏在圣地亚哥国际漫画展、电子娱乐展、莱比锡游戏展和PAX Prime等大会上亮相并演示。多人游戏部分于2011年10月10日正式宣布，确认了自2010年长期以来关于多人游戏模式的粉丝传闻。2012年2月14日，一个官方单人演示发布，购买《战地3》并激活在线通行证的消费者具有早期进入权限。
发行前，《质量效应3》通过各种视频推广，从2010年的揭示预告开始，到2012年以《夺回地球》（Take Back Earth）预告片结束。BioWare还利用虚拟博客和每周的“BioWare Pulse”网络系列等进行病毒营销。在一项推广活动中，EA使用配备GPS设备的气象气球将《质量效应3》的早期副本送到太空。粉丝能够在线跟踪气球，然后在它着陆后复原，从而获得游戏的早期副本。在整个营销周期中，《质量效应3》遭到大量泄密。最严重的事件出现在2011年11月，私人测试版无意中泄露给Xbox Live的玩家。
与《质量效应》和《质量效应2》不同，BioWare同时使用男性和女性薛帕德指挥官宣传《质量效应3》。女性薛帕德有独有的宣传片，并出现在游戏某些版本的封面上，包括标准版本，其中可翻转滑动插件的一侧有女性薛帕德。为了帮助官方决定女性薛帕德模型，BioWare要求粉丝在Facebook上选择五种原型。最终，第五个原型胜出，另外新的粉丝投票决定将她的发色改为红色。
除了《质量效应3》的标准版本，玩家还可以购买收藏版和数字豪华版，其中包括游戏内奖励和可解锁物品。数字豪华版由EA的数字发行和数字版权管理系统Origin独占。游戏还附带各种预购奖励，具体取决于下订单的平台。例如，从PlayStation Network预订游戏的玩家将获得M55阿尔戈斯突击步枪和《质量效应3》的PlayStation主题。
《质量效应3》最初计划于2011年底发布，但正式发布日期最终推迟至2012年3月6日。最初，游戏仅在Microsoft Windows、Xbox 360和PlayStation 3平台发行。游戏的所有新副本都附带一个可访问多人模式的在线通行证，但旧副本通常需要购买新通行证。玩家需要安装Origin才能在PC上运行《质量效应3》。2012年11月18日，游戏的Wii U版本在北美发行，随后于11月30日在欧洲发行，12月6日在日本发行。《质量效应3》于2016年11月7日和《质量效应2》共同成为Xbox One向后兼容游戏。质量效应三部曲的复刻版《质量效应：传奇版》，将于2021年春在Microsoft Windows、PlayStation 4和Xbox One平台发行。

### 可下载内容
《质量效应3》的各种可下载内容包陆续于2012年3月至2013年4月发布。内容涵盖游戏内小物品包到更重要的剧情任务不等。《扩展剪辑》（Extended Cut）扩展了游戏的原始结局，并添加了一个拒绝使用催化剂的选择，这会不可避免地导致收割者成功收割当前的有机文明。该下载包还为每个结尾补充了后记，并详细叙述了结局的其他方面。例如，最初的结局显示诺曼底号试图从擎天炉的爆炸中逃离，但没有详细说明为什么诺曼底号首先逃离战斗。《扩展剪辑》添加了上将哈克特命令撤退的场景。
其他主要下载包括《涅槃》（From Ashes），添加了一个新的普洛仙小队成员贾维克（Javik）；《利维坦》（Leviathan），揭示了更多有关收割者起源的信息；《欧米伽》（Omega），与阿莎丽人埃莉亚·T'洛克（Aria T'Loak）一同夺回她以前统治的空间站；《神堡》（Citadel），跟随诺曼底SR2号的舰员们的休假。互动漫画《创世纪2》（Genesis 2）允许玩家快速选择重要的故事决定，而不必重玩前作。游戏的Wii U版本包含《创世纪2》、《涅槃》和《利维坦》。《神堡》在所有的下载包中最受欢迎，并于2013年获得斯派克电子游戏大奖的最佳DLC提名。

## 反响

### 专业评价
| 汇总媒体   | 得分                                             |
| ---------- | ------------------------------------------------ |
| Metacritic | X360：93/100 PS3：93/100 PC：89/100 WIIU：85/100 |

| 媒体             | 得分   |
| ---------------- | ------ |
| 1UP.com          | A      |
| Edge             | 8/10   |
| Eurogamer        | 10/10  |
| G4               | 5/5    |
| Game Informer    | 10/10  |
| GameSpot         | 9.0/10 |
| GameTrailers     | 9.5/10 |
| IGN              | 9.5/10 |
| 官方Xbox杂志英国 | 10/10  |
| PC Gamer美国     | 93/100 |

游戏发行后，根据汇总媒体Metacritic的统计，Xbox 360和PlayStation 3版本获得媒体的“普遍赞誉”，Microsoft Windows和Wii U版本则获得媒体的“总体好评”。游戏的Xbox 360和PlayStation 3版本的最终得分为93分（满分100分），使《质量效应3》成为这两个系统上2012年评分最高的游戏。
评论员认为，对质量效应三部曲来说，《质量效应3》是一个令人满意的终章。在Eurogamer的一篇满分评测中，丹·怀特黑德（Dan Whitehead）称游戏讲述了一个接近传奇的完整故事，而不是更模糊或者开放式的故事。Game Informer的安德鲁·雷纳（Andrew Reiner）称BioWare创造了电子游戏史上最“精雕细琢”的故事之一。PC Gamer美国的汤姆·弗朗西斯（Tom Francis）评论道结局是一个“大杂烩”，但最终赞扬了它的规模和情感影响，他认为这比其主要情节更令人满意。
评论员强调了使用通关存档玩《质量效应3》的体验。Polygon的阿瑟·吉斯（Arthur Gies）认为，虽然游戏没有任何前情提要，但它对那些也玩过《质量效应》和《质量效应2》的玩家来说更有意义。影音俱樂部的古斯·马斯特拉帕（Gus Mastrapa）赞同这些观点，并称赞《质量效应3》为每个玩家分配他们的选择和叙事方向的灵活性。相反的，《Edge》杂志认为《质量效应3》过于依赖前作的事件，无法让它作为独立作品树立声誉。
《质量效应3》的战斗系统和多人游戏模式收获好评。IGN的柯林·莫里亚蒂（Colin Moriarty）认为战斗系统与前两作相比虽然变化很小，但仍很明显，并且预计多人模式会增加游戏的重玩价值。而Game Informer指出战斗系统并不完美，但他们仍持正面看法并得出结论，敌人遭遇战比《质量效应2》更加激烈有趣，部分原因是环境和敌人类型的多样。另一方面，GameSpot的凯文·范奥德（Kevin VanOrd）讲述了战斗中遇到的无数小毛病，比如小队成员爬上板条箱把自己置于火线之中和敌人卡在墙上。Machinima还注意到了许多错误，但认为《质量效应3》仍是一次令人难忘的体验，游戏的强大角色足以弥补其缺陷。
《质量效应3》其他受到好评的方面包括美术设计、音乐和配音。GameSpot称为“梦幻般”的美术设计，并特别关注游戏对颜色和构图的使用。在同一篇评测中，网站赞扬了游戏的配音，它让主要人物变得栩栩如生。PC Gamer美国特别提到了游戏“华丽”的音乐，认为其显著增加了游戏的情感影响。The Verge更进一步，称这是有史以来为电子游戏打造的最“强大和令人难忘”的配乐之一。

### 争议
《质量效应3》的结局难以被粉丝所接受，他们认为这不符合预期。批评者指出，结尾的角色选择无关紧要；总体缺少终结；世界观矛盾和情节漏洞；角色和叙事不一致；没有最终的Boss战；BioWare员工在游戏开发过程中的描述与最终结局的呈现形式不一致。不满的粉丝组织了一场名为“重制质量效应”（Retake Mass Effect）的网上活动，要求游戏有更好的结局，其中部分是为Child's Play组织的慈善活动。活动官方在不到两周的时间内筹集了8万美元。
一位粉丝甚至投诉到了联邦贸易委员会。他的理由是BioWare没有实现其游戏的承诺。商業改進局也回应了争议，支持粉丝声称的BioWare虚假宣传玩家可“完全”控制游戏最终结局的说法。英国广告标准管理局不同意这一说法，裁定EA和BioWare没有进行虚假宣传，因为结局“在主题上完全不同”，并且根据现行法律，反映在结局内容中的选择和请求程度足以避免对消费者的可操作的误导。
2012年3月22日，BioWare联合创始人兼首席执行官（CEO）雷·穆吉卡认可对结局的反馈，并表示公司计划解决这个问题，将于2012年4月发布公告。4月5日，公司宣布了一个免费的可下载内容包，该内容包将扩展结局而不是替换结局。2012年6月26日，大多数平台发布了名为《扩展剪辑》的扩展包。现在来看，结局争议作为一个重要的电子游戏争议受到关注。例如，PC Gamer将其列为2012年五大游戏争议之一，IGN的露西·奥布莱恩（Lucy O'Brien）认为，它促成了消费者对电子游戏开发者影响的范式转移。

### 销量
EA最初出货350万套《质量效应3》。游戏在发行之初的24小时内售出超过89万份。根据NPD集团的说法，游戏在发行首个月售出实体版130万份，是同时期（2010年1月）《质量效应2》销量的两倍。2012年5月，EA报告称《质量效应3》在2012财年第四季度的收入超过2亿美元。

### 奖项
《质量效应3》发行后获得了多项年终大奖，包括卫星奖杰出角色扮演游戏奖、斯派克电子游戏大奖最佳RPG、Game Informer的年度游戏、IGN的全平台RPG以及Inside游戏奖的最佳合作多人游戏和最佳游戏摄影。
| \| 年份 \| 奖项 \| 类别 \| 获提名 \| 结果 \| 来源 \| \| ---- \| ------------------------------ \| -------------------------- \| ------------------------------------------------- \| ---- \| ----- \| \| 2011 \| 游戏评论家奖 \| 最佳主机游戏 \| 《质量效应3》 \| 提名 \| [161] \| \| 2011 \| 游戏评论家奖 \| 最佳角色扮演游戏 \| 《质量效应3》 \| 提名 \| [161] \| \| 2011 \| GameSpy最佳E3 2011奖 \| 全平台（和多平台）游戏展示 \| 《质量效应3》 \| 提名 \| [162] \| \| 2011 \| GameSpy最佳E3 2011奖 \| 角色扮演游戏展示 \| 《质量效应3》 \| 提名 \| [162] \| \| 2011 \| IGN最佳E3 2011奖 \| 最佳全平台游戏 \| 《质量效应3》 \| 提名 \| [159] \| \| 2011 \| IGN最佳E3 2011奖 \| 最佳Xbox 360游戏 \| 《质量效应3》 \| 提名 \| [159] \| \| 2011 \| IGN最佳E3 2011奖 \| 最佳PC游戏 \| 《质量效应3》 \| 提名 \| [159] \| \| 2011 \| IGN最佳E3 2011奖 \| 最佳角色扮演游戏游戏 \| 《质量效应3》 \| 獲獎 \| [159] \| \| 2011 \| IGN最佳E3 2011奖 \| 最佳预告片 \| 《质量效应3》 \| 提名 \| [159] \| \| 2011 \| IGN最佳E3 2011奖 \| 最受期待游戏奖 \| 《质量效应3》 \| 提名 \| [159] \| \| 2011 \| 斯派克电子游戏大奖 \| 最受期待游戏 \| 《质量效应3》 \| 獲獎 \| [163] \| \| 2012 \| 游戏开发者选择奖 \| 年度游戏 \| 《质量效应3》 \| 提名 \| [164] \| \| 2012 \| 游戏开发者选择奖 \| 最佳叙事 \| 《质量效应3》 \| 提名 \| [164] \| \| 2012 \| Game Informer 2012年Top 50游戏 \| 年度游戏 \| 《质量效应3》 \| 獲獎 \| [158] \| \| 2012 \| Game Informer 2012年Top 50游戏 \| 最佳角色扮演 \| 《质量效应3》 \| 獲獎 \| [158] \| \| 2012 \| Game Informer 2012年Top 50游戏 \| 最佳可下载内容 \| 《质量效应3》 \| 獲獎 \| [158] \| \| 2012 \| 金摇杆奖 \| 最佳RPG \| 《质量效应3》 \| 提名 \| [165] \| \| 2012 \| 金摇杆奖 \| 最佳游戏时刻 \| 《质量效应3》 – 图岑卡抉择 \| 提名 \| [165] \| \| 2012 \| 金摇杆奖 \| 金摇杆终极游戏奖 \| 《质量效应3》 \| 提名 \| [165] \| \| 2012 \| IGN 2012年度最佳奖 \| 年度游戏 \| 《质量效应3》 \| 提名 \| [166] \| \| 2012 \| IGN 2012年度最佳奖 \| 最佳Xbox 360角色扮演游戏 \| 《质量效应3》 \| 提名 \| [166] \| \| 2012 \| IGN 2012年度最佳奖 \| 最佳Xbox 360图形 \| 《质量效应3》 \| 提名 \| [166] \| \| 2012 \| IGN 2012年度最佳奖 \| 最佳Xbox 360多人游戏 \| 《质量效应3》 \| 提名 \| [166] \| \| 2012 \| IGN 2012年度最佳奖 \| 最佳PS3角色扮演游戏 \| 《质量效应3》 \| 獲獎 \| [166] \| \| 2012 \| IGN 2012年度最佳奖 \| 最佳PS3 Game \| 《质量效应3》 \| 提名 \| [166] \| \| 2012 \| IGN 2012年度最佳奖 \| 最佳全平台角色扮演游戏 \| 《质量效应3》 \| 獲獎 \| [166] \| \| 2012 \| IGN 2012年度最佳奖 \| 最佳全平台音乐 \| 《质量效应3》 \| 提名 \| [166] \| \| 2012 \| IGN 2012年度最佳奖 \| 最佳全平台声音 \| 《质量效应3》 \| 提名 \| [166] \| \| 2012 \| Inside游戏奖 \| 最佳合作多人游戏 \| 《质量效应3》 \| 獲獎 \| [160] \| \| 2012 \| Inside游戏奖 \| 最佳游戏摄影 \| 《质量效应3》 \| 獲獎 \| [160] \| \| 2012 \| PC Gamer 2012年度游戏奖 \| 2012年度游戏 \| 《质量效应3》 \| 獲獎 \| [167] \| \| 2012 \| Polygon 2012年度游戏 \| 年度游戏 \| 《质量效应3》 \| 提名 \| [168] \| \| 2012 \| 卫星奖 \| 卫星奖杰出角色扮演游戏 \| 《质量效应3》 \| 獲獎 \| [156] \| \| 2012 \| 斯派克电子游戏大奖 \| 年度游戏 \| 《质量效应3》 \| 提名 \| [157] \| \| 2012 \| 斯派克电子游戏大奖 \| 最佳RPG \| 《质量效应3》 \| 獲獎 \| [157] \| \| 2012 \| 斯派克电子游戏大奖 \| 人类女性最佳表演 \| 詹妮弗·黑尔（Jennifer Hale） \| 提名 \| [157] \| \| 2012 \| 斯派克电子游戏大奖 \| 最佳DLC \| 《质量效应3：利维坦》（Mass Effect 3: Leviathan） \| 提名 \| [157] \| \| 2012 \| 斯派克电子游戏大奖 \| 十年度游戏 \| 《质量效应3》 \| 提名 \| [157] \| \| 2013 \| 斯派克电子游戏大奖 \| 最佳DLC \| 《质量效应3：神堡》（Mass Effect 3: Citadel） \| 提名 \| [117] \| |                                |                            |                                                   |      |         |
| 年份 | 奖项                           | 类别                       | 获提名                                            | 结果 | 来源    |
| 2011 | 游戏评论家奖                   | 最佳主机游戏               | 《质量效应3》                                     | 提名 | [ 161 ] |
| 2011 | 游戏评论家奖                   | 最佳角色扮演游戏           | 《质量效应3》                                     | 提名 | [ 161 ] |
| 2011 | GameSpy最佳E3 2011奖           | 全平台（和多平台）游戏展示 | 《质量效应3》                                     | 提名 | [ 162 ] |
| 2011 | GameSpy最佳E3 2011奖           | 角色扮演游戏展示           | 《质量效应3》                                     | 提名 | [ 162 ] |
| 2011 | IGN最佳E3 2011奖               | 最佳全平台游戏             | 《质量效应3》                                     | 提名 | [ 159 ] |
| 2011 | IGN最佳E3 2011奖               | 最佳Xbox 360游戏           | 《质量效应3》                                     | 提名 | [ 159 ] |
| 2011 | IGN最佳E3 2011奖               | 最佳PC游戏                 | 《质量效应3》                                     | 提名 | [ 159 ] |
| 2011 | IGN最佳E3 2011奖               | 最佳角色扮演游戏游戏       | 《质量效应3》                                     | 獲獎 | [ 159 ] |
| 2011 | IGN最佳E3 2011奖               | 最佳预告片                 | 《质量效应3》                                     | 提名 | [ 159 ] |
| 2011 | IGN最佳E3 2011奖               | 最受期待游戏奖             | 《质量效应3》                                     | 提名 | [ 159 ] |
| 2011 | 斯派克电子游戏大奖             | 最受期待游戏               | 《质量效应3》                                     | 獲獎 | [ 163 ] |
| 2012 | 游戏开发者选择奖               | 年度游戏                   | 《质量效应3》                                     | 提名 | [ 164 ] |
| 2012 | 游戏开发者选择奖               | 最佳叙事                   | 《质量效应3》                                     | 提名 | [ 164 ] |
| 2012 | Game Informer 2012年Top 50游戏 | 年度游戏                   | 《质量效应3》                                     | 獲獎 | [ 158 ] |
| 2012 | Game Informer 2012年Top 50游戏 | 最佳角色扮演               | 《质量效应3》                                     | 獲獎 | [ 158 ] |
| 2012 | Game Informer 2012年Top 50游戏 | 最佳可下载内容             | 《质量效应3》                                     | 獲獎 | [ 158 ] |
| 2012 | 金摇杆奖                       | 最佳RPG                    | 《质量效应3》                                     | 提名 | [ 165 ] |
| 2012 | 金摇杆奖                       | 最佳游戏时刻               | 《质量效应3》 – 图岑卡抉择                        | 提名 | [ 165 ] |
| 2012 | 金摇杆奖                       | 金摇杆终极游戏奖           | 《质量效应3》                                     | 提名 | [ 165 ] |
| 2012 | IGN 2012年度最佳奖             | 年度游戏                   | 《质量效应3》                                     | 提名 | [ 166 ] |
| 2012 | IGN 2012年度最佳奖             | 最佳Xbox 360角色扮演游戏   | 《质量效应3》                                     | 提名 | [ 166 ] |
| 2012 | IGN 2012年度最佳奖             | 最佳Xbox 360图形           | 《质量效应3》                                     | 提名 | [ 166 ] |
| 2012 | IGN 2012年度最佳奖             | 最佳Xbox 360多人游戏       | 《质量效应3》                                     | 提名 | [ 166 ] |
| 2012 | IGN 2012年度最佳奖             | 最佳PS3角色扮演游戏        | 《质量效应3》                                     | 獲獎 | [ 166 ] |
| 2012 | IGN 2012年度最佳奖             | 最佳PS3 Game               | 《质量效应3》                                     | 提名 | [ 166 ] |
| 2012 | IGN 2012年度最佳奖             | 最佳全平台角色扮演游戏     | 《质量效应3》                                     | 獲獎 | [ 166 ] |
| 2012 | IGN 2012年度最佳奖             | 最佳全平台音乐             | 《质量效应3》                                     | 提名 | [ 166 ] |
| 2012 | IGN 2012年度最佳奖             | 最佳全平台声音             | 《质量效应3》                                     | 提名 | [ 166 ] |
| 2012 | Inside游戏奖                   | 最佳合作多人游戏           | 《质量效应3》                                     | 獲獎 | [ 160 ] |
| 2012 | Inside游戏奖                   | 最佳游戏摄影               | 《质量效应3》                                     | 獲獎 | [ 160 ] |
| 2012 | PC Gamer 2012年度游戏奖        | 2012年度游戏               | 《质量效应3》                                     | 獲獎 | [ 167 ] |
| 2012 | Polygon 2012年度游戏           | 年度游戏                   | 《质量效应3》                                     | 提名 | [ 168 ] |
| 2012 | 卫星奖                         | 卫星奖杰出角色扮演游戏     | 《质量效应3》                                     | 獲獎 | [ 156 ] |
| 2012 | 斯派克电子游戏大奖             | 年度游戏                   | 《质量效应3》                                     | 提名 | [ 157 ] |
| 2012 | 斯派克电子游戏大奖             | 最佳RPG                    | 《质量效应3》                                     | 獲獎 | [ 157 ] |
| 2012 | 斯派克电子游戏大奖             | 人类女性最佳表演           | 詹妮弗·黑尔（Jennifer Hale）                      | 提名 | [ 157 ] |
| 2012 | 斯派克电子游戏大奖             | 最佳DLC                    | 《质量效应3：利维坦》（Mass Effect 3: Leviathan） | 提名 | [ 157 ] |
| 2012 | 斯派克电子游戏大奖             | 十年度游戏                 | 《质量效应3》                                     | 提名 | [ 157 ] |
| 2013 | 斯派克电子游戏大奖             | 最佳DLC                    | 《质量效应3：神堡》（Mass Effect 3: Citadel）     | 提名 | [ 117 ] |

## 续作
2017年3月21日，续作《质量效应：仙女座》发行。游戏故事开始于22世纪的银河系，但主要剧情发生在634年后的仙女座星系，讲述了新主角——莎拉.莱德（Sara Ryder）或斯科特 莱德（Scott Ryder）——为人类寻找新的家园的故事。游戏发行后受到了媒体褒贬不一的评价。截至2018年6月，BioWare宣布尚未有正式的续作计划，但凯西·哈德森提到工作室最终打算重返该系列。